# 中条信秀
中条 信秀（ちゅうじょう のぶひで、元禄10年（1697年）- 寛保2年9月22日（1742年10月20日））は、高家旗本。中条信慶の次男。通称は九十郎、右近。官位は従五位下侍従・山城守。
実兄の高家旗本中条信実の養子。享保6年（1721年）9月16日将軍徳川吉宗に御目見する。表高家衆に列する。元文4年（1739年）7月2日養父信実の死去により、家督を相続した。元文5年（1740年）12月11日、高家職に就き、従五位下侍従・山城守に叙任する。寛保2年（1742年）9月22日死去、46歳。
正妻は内藤信朋の娘。長男信復ら二男二女あり。